# Łukta (gmina)
Łukta – gmina wiejska w województwie warmińsko-mazurskim, w powiecie ostródzkim. W latach 1975–1998 gmina położona była w województwie olsztyńskim.
Siedziba gminy to Łukta.
Według Narodowego Spisu Powszechnego 31 marca 2011 gminę zamieszkiwało 4496 mieszkańców. Natomiast według danych z 31 grudnia 2019 roku gminę zamieszkiwało 4455 osób.
Teren gminy to pagórkowaty krajobraz morenowy z licznymi jeziorami (m.in. Isąg, Marąg, Gil, Długie, Łoby, Tabórz, Ruskie, Szeląg), śródpolnymi oczkami wodnymi i lasami.

## Struktura powierzchni
Według danych z roku 2002 gmina Łukta ma obszar 184,71 km², w tym:
- użytki rolne: 31%
- użytki leśne: 54%
- wody: 10%

Gmina stanowi 10,47% powierzchni powiatu.
Najbardziej przydatne rolniczo gleby występują w północnej części gminy w rejonie miejscowości Kozia Góra, Gucin, Mostkowo, Zajączkowo, częściowo także Nowaczyzna i Florczaki. Są to przede wszystkim gleby należące do kompleksów pszennego dobrego i pszenno–żytniego z przewagą IVa i IIIb klasy bonitacyjnej.
W gminie Łukta znaczną powierzchnię zajmują trwałe użytki zielone. Skupiają się one głównie w dolinach rzek: Łukta, Marąg, Pasłęka i Taborzanka. Na mniejszych powierzchniach występują też na wzniesieniach moreny czołowej oraz w obniżeniach pojeziornych i powytopiskowych. Przeważają użytki zielone występujące na glebach pochodzenia organicznego: torfowych i murszowych. Są to na ogół użytki zielone średniej jakości, III i IV klasy bonitacyjnej. Mniejsze powierzchnie zajmują użytki zielone słabej jakości (V i VI klasy bonitacyjnej).

## Demografia
Dane z 30 czerwca 2004:
| Opis                              | Ogółem | Ogółem | Kobiety | Kobiety | Mężczyźni | Mężczyźni |
| --------------------------------- | ------ | ------ | ------- | ------- | --------- | --------- |
| Jednostka                         | osób   | %      | osób    | %       | osób      | %         |
| Populacja                         | 4444   | 100    | 2202    | 49,5    | 2242      | 50,5      |
| Gęstość zaludnienia [mieszk./km²] | 24,1   | 24,1   | 11,9    | 11,9    | 12,1      | 12,1      |

Przeciętna gęstość zaludnienia wynosi w gminie ok. 24,3 osoby/km². Ludność jest silnie rozproszona, zamieszkuje 36 miejscowości, z których 18 to wsie sołeckie. W siedzibie gminy (Łukta) mieszka 1144 osób tj. 25,8%, natomiast w 1990 r. mieszkało 1020.

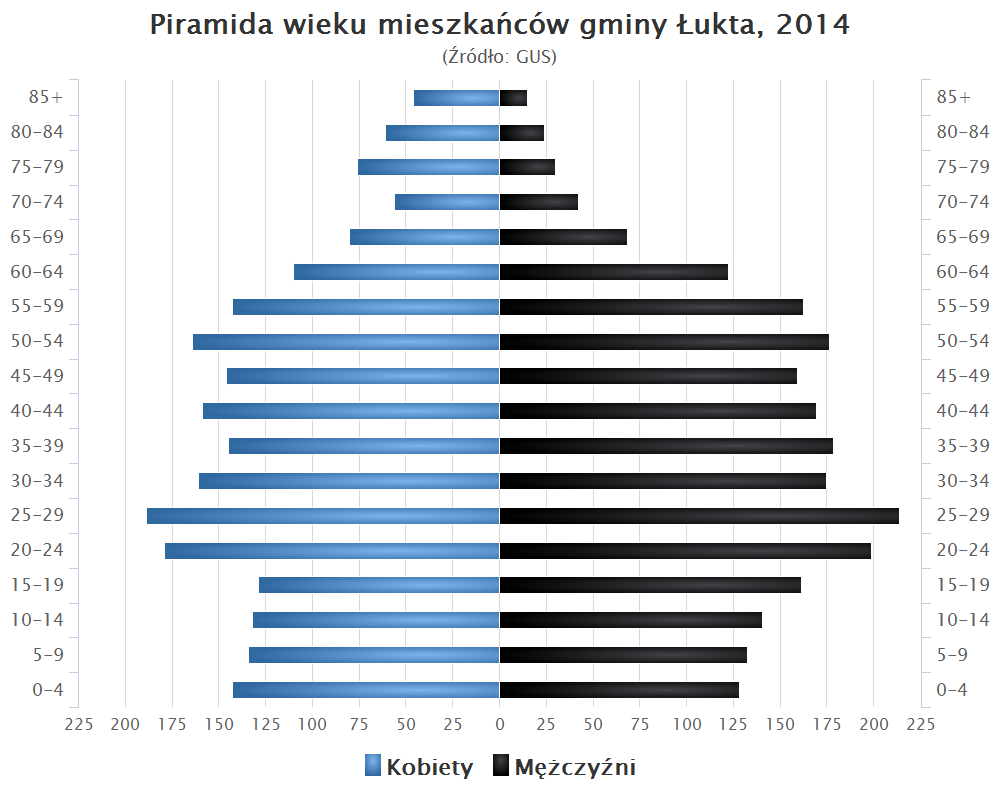
Piramida wieku mieszkańców gminy Łukta w 2014 roku

## Walory przyrodnicze
W Gminie Łukta aż 90% obszaru objęta jest strefą krajobrazu chronionego. W obrębie gminy znajdują się 3 rezerwaty przyrody:
- Rezerwat przyrody Sosny Taborskie – w pobliżu wsi Tabórz. Rosną tam wspaniałe sosny „masztowe” o wysokości 40 metrów, liczące często 250 lat. Ich smukłe gładkie pnie, bez guzów i sęków, w epoce żaglowców zrobiły karierę, jako doskonały materiał na maszty.
- Ostoja bobra na rzece Pasłęce i Jeziorze Isąg. Wspaniała dzika przyroda, cudowne Jezioro i przy odrobinie szczęścia możliwość spotkania bobra.
- Rezerwat przyrody Wyspa Lipowa, na jeziorze Morąg. Rezerwat krajobrazowy, porośnięty starymi lipami drobnolistnymi, gdzie gniazduje olbrzymia kolonia kormoranów i czapli siwych.
- planowane jest utworzenie kolejnego rezerwatu: mezotroficzne jezioro Długie z występującym tu poryblinem jeziornym.

Ponad połowę obszaru gminy pokrywają lasy (m.in. Lasy Taborskie). Zaliczono je do obiektów przyrodniczych o dużym znaczeniu turystycznym, uzdrowiskowym i zdrowotno-rekreacyjnym, m.in. ze względu na dużą bioróżnorodność. Występuje tu wiele gatunków zagrożonych i ginących, umieszczonych w „Czerwonej Księdze Zwierząt” (m.in. żółw błotny, rybołów, orzeł bielik, żuraw, wydra, bóbr). W awifaunie spotyka się także: perkozy, kormorany, kruki, bociany, czaple, gęsi i kaczki oraz duże skupisko orlika krzykliwego.
Wśród płazów na obszarze gminy występują: ropucha szara, zielona i płaskówka, kumak nizinny, traszka zwyczajna, rzekotka drzewna, żaba trawna, moczarowa, jeziorna i wodna. Spośród gadów zanotowano występowanie: jaszczurka zwinka, jaszczurka żyworodna, padalec zwyczajny, zaskroniec zwyczajny, żmija zygzakowata, żółw błotny.
Świat roślinny charakteryzuje różnorodność gatunkowa zespołów bagiennych, łąkowych i leśnych.
Obszar gminy Łukta znajduje się w dorzeczach rzek Drwęcy (część zachodnia gminy) i Pasłęki (część wschodnia). Większość obszaru gminy leży w obrębie zlewni pojeziernych, z wyjątkiem rejonu dolin rzek Łukty i Pasłęki. Charakterystyczna jest duża liczba jezior i występowanie terenów bezodpływowych.

## Gospodarka
W Gminie Łukta duże znaczenie ma agroturystyka. Zlokalizowanych jest tu 6 gospodarstw położonych w pobliżu czystych jezior, oferujących łącznie 41 miejsc noclegowych.
Rolnictwo, leśnictwo i turystyka to historycznie wykształcone funkcje gospodarcze gminy. Przesądziły o tym warunki naturalne. Brak uciążliwego przemysłu oraz czyste środowisko sprzyja rozwojowi produkcji rolno-spożywczej, a szczególnie tak zwanej „zdrowej żywności”.
Głównymi atutami gminy są:
- atrakcyjność krajobrazowa i przyrodnicza oraz czyste środowisko naturalne,
- zasoby surowców naturalnych dla budownictwa i nawożenia oraz złoża torfów leczniczych,
- sprawne połączenia telekomunikacyjne,
- dobrze rozwinięta sieć osadnicza,
- rezerwy terenów uzbrojonych dla małej i średniej przedsiębiorczości, dobre warunki naturalne dla rozwoju rolnictwa, tzw. „ekologicznego”.

## Sąsiednie gminy
Gietrzwałd, Jonkowo, Miłomłyn, Morąg, Ostróda, Świątki